# Samarka (obwód kurski)
Samarka (ros. Самарка) – wieś (ros. село, trb. sieło) w zachodniej Rosji, w sielsowiecie markowskim rejonu głuszkowskiego w obwodzie kurskim.

## Geografia
Miejscowość położona jest nad rzeką Sejm, 10 km od centrum administracyjnego sielsowietu markowskiego (Dronowka), 15 km od centrum administracyjnego rejonu (Głuszkowo), 126 km od Kurska.

## Demografia
W 2010 r. miejscowość zamieszkiwało 61 osób.